# Antonio Restori
Antonio Restori (* 10. Dezember 1859 in Pontremoli; † 30. Juni 1928 in Parma) war ein italienischer romanischer Philologe und Musikwissenschaftler. Er war Spezialist für altfranzösische und provenzalische Literatur. Er verband seine Leidenschaft für die Musik mit philologischen Themen in Untersuchungen zur Intonation von altfranzösischen und provenzalischen Liedern. Er galt auch als Fachmann des Werkes von Lope de Vega.

## Leben und Werk
Antonio Restori studierte neuere Philologie in Bologna. Er wirkte zunächst als Gymnasiallehrer in verschiedenen italienischen Städten. Ab 1897 wirkte er als Professor für romanische Sprachen und zeitweise als Vorsitzender der philologischen Fakultät an der Universität Messina. Ab 1910 wirkte er an der Universität Genua.

## Werke von Antonio Restori (Auswahl)
Im Folgenden sind musikwissenschaftlich orientierte Werke von Antonio Restori genannt.
- Poesie spagnuole di Ginevra Bentivoglio, con tavoli musicali (in: M. Pelayo: Miscelánea, Madrid 1889).
- Notazione musicale del l'antichissima Alba bilingue (Parma 1892).
- Musica allegra di Francia nei secoli XII e XIII (Parma 1893).
- Un codice musicale pavese (Zeitschrift für romanische Philologie VIII, 1894).
- La musique des chansons françaises (In: P. de Julevilles: Histoire de la langue et de la littérature française, 1895, I).
- Per la storia musicale die Trovatori provenzali (RMI II/III, 1896).
- La Gaîté de la Tor, aubade del secolo XIII (Trimarchi 1904).
- diverse Rezensionen in Bolletino della Società Dantesca X und XI (1902/1903 und 1904) und RMI V, VIII, IX und X (1898 und von 1901 bis 1903).